# Bataille de Nankin
Pour les articles homonymes, voir Bataille de Nankin (1853).
Seconde Guerre mondiale,
Guerre sino-japonaise (1937-1945)
Batailles
Seconde Guerre mondiale : batailles de la Guerre sino-japonaise
- Incident du pont Marco-Polo
- Shanghai
- Taiyuan
- Xinkou
- Pingxingguan
- Taierzhuang
- Xuzhou
- Nankin
  - bataille
  - massacre
- lac Khassan
- Wuhan
- Nanchang
- Khalkhin Gol
- Suixian-Zaoyang
- Changsha (1re)
- Guangxi
- Henan
- Zaoyang-Yichang
- Cent Régiments
- Shanggao
- Sud-Shanxi
- Changsha (2e)
- Pacification du Mandchoukouo
- Changsha (3e)
- Hubei
- Changde
- Ichi-Go
- Changsha (4e)
- Guilin-Liuzhou
- Reconquête chinoise

Guerre du Pacifique
Front d'Europe de l'ouest
Front d'Europe de l'est
Campagnes d'Afrique, du Moyen-Orient et de Méditerranée
Bataille de l'Atlantique
Théâtre américain
La bataille de Nankin oppose en 1937 l'Armée impériale japonaise à l'Armée nationale révolutionnaire chinoise, durant la guerre sino-japonaise, et voit une victoire écrasante des troupes japonaises. Elle a pour conséquence immédiate le massacre de Nankin.

## Déroulement
La bataille de Shanghai, plus difficile que prévu, incite tout d'abord les Japonais à retarder l'assaut sur Nankin, alors capitale de la Chine. Le 21 septembre, le Service aérien de l'Armée impériale japonaise commence ses frappes sur Nankin. La chute de Shanghai, à la fin novembre, fait comprendre à Tchang Kaï-Chek que la capitale sera la prochaine ville à tomber. Les Japonais, souhaitant abréger le conflit après les durs combats de Shanghai, commencèrent leur marche sur Nankin pour en finir avec le gouvernement chinois. Tchang Kaï-Chek ordonne le départ du gouvernement pour Wuhan. Le 27 novembre, les autorités chinoises conseillent aux étrangers de quitter la ville ; les civils chinois commencent également à fuir. Malgré la difficulté de la tâche, il est décidé de défendre tout de même Nankin contre les Japonais : Tang Shengzhi accepte de prendre la direction des opérations. Les troupes chinoises demeurées sur place, mal préparées, pratiquent une politique de la terre brûlée, consistant à bloquer les routes, ce qui empêche un certain nombre de civils de prendre la fuite. L'armée chinoise étant en pleine déroute, un certain nombre de défenseurs choisissent également la désertion.
À partir du 3 décembre, le combat au sol commence entre les troupes japonaises et chinoises dans les environs de Nankin. Les Japonais assiègent la ville elle-même à compter du 6. Le 10, les Chinois n'ayant pas répondu à leur ultimatum, le commandant japonais Iwane Matsui ordonna de prendre la ville par la force. Le 12, les troupes chinoises reçoivent l'ordre de se replier, mais leur retraite tourne à la panique. Le 13 décembre, la ville tombe aux mains des Japonais. Le massacre de Nankin, qui s'ensuit, occupe une place importante parmi les crimes de guerre japonais.
Nankin devient ensuite le siège d'un gouvernement collaborateur, le Gouvernement réformé de la République de Chine, et est à partir de 1940 le siège du Gouvernement national réorganisé de la République de Chine mis en place par les Japonais.

## Filmographie
- City of Life and Death de Lu Chuan
- John Rabe de Florian Gallenberger
- The Flowers of War de Zhang Yimou